# Ahiman Louis Miner

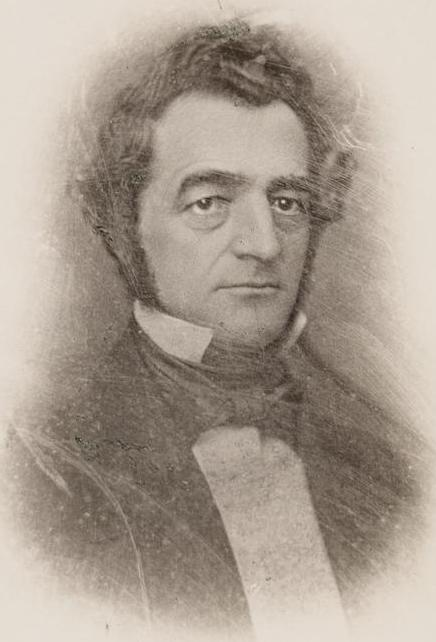
Ahiman Louis Miner

Ahiman Louis Miner (* 23. September 1804 in Middletown, Vermont; † 19. Juli 1886 in Manchester, Vermont) war ein US-amerikanischer Politiker. Zwischen 1851 und 1853 vertrat er den ersten Wahlbezirk des Bundesstaates Vermont im US-Repräsentantenhaus.

## Werdegang
Ahiman Miner besuchte die öffentlichen Schulen seiner Heimat und die Castleton Academy. Nach einem Jurastudium in Poultney und in Rutland und seiner im Jahr 1832 erfolgten Zulassung als Rechtsanwalt begann er ab 1833 in Wallingford in seinem neuen Beruf zu arbeiten. Im Jahr 1835 verlegte er seinen Wohnsitz und seine Anwaltspraxis nach Manchester.
Miner war Mitglied der Whig Party. Zwischen 1836 und 1838 war er Verwaltungsangestellter im Repräsentantenhaus von Vermont. In den Jahren 1838, 1839 und 1846 wurde er als Abgeordneter in diese Parlamentskammer gewählt; 1840 war er Mitglied des Staatssenats. Zwischen 1843 und 1844 war Miner Bezirksstaatsanwalt im Bennington County. Danach war er an einem Nachlassgericht als Angestellter und von 1846 bis 1849 als Richter beschäftigt. Von 1846 bis zu seinem Tod im Jahr 1886 war Miner auch als Friedensrichter tätig.
1850 wurde Miner im ersten Distrikt von Vermont in das US-Repräsentantenhaus in Washington gewählt. Dort trat er am 4. März 1851 die Nachfolge von William Henry an. Da er im Jahr 1852 eine erneute Kandidatur ablehnte, konnte er bis zum 3. März 1853 nur eine Legislaturperiode im Kongress absolvieren. Nach dem Ende seiner Zeit im Kongress arbeitete Miner wieder als Anwalt. Er blieb aber auch weiterhin politisch aktiv. In den Jahren 1853, 1861 und von 1865 bis 1868 war er erneut Abgeordneter im Repräsentantenhaus von Vermont. Er starb im Juli 1886 in Manchester.